# Mangudai
I mangudai erano unità militari dell'Impero Mongolo.
Nati inizialmente solo come reparto di cavalleria leggera furono in seguito dotati anche di arco e frecce. Divennero in questo modo molto temuti anche per l'utilizzo della tattica partica di attaccare da lontano con gli archi per poi fuggire cercando di attirare il nemico in imboscate.
Sono menzionati anche ne Il Milione di Marco Polo e sono stati inseriti nel videogame Age of Empires come unità speciale dei mongoli.